# Seivisholmen
Seivisholmen är en ö i Finland. Den ligger i Skärgårdshavet och i kommunen Pargas i den ekonomiska regionen  Åboland i landskapet Egentliga Finland, i den sydvästra delen av landet. Ön ligger omkring 22 kilometer söder om Åbo och omkring 160 kilometer väster om Helsingfors.
Öns area är 7,3 hektar och dess största längd är 360 meter i sydöst-nordvästlig riktning.